# Phyllodactylus gilberti
Espèce
Phyllodactylus gilberti est une espèce de geckos de la famille des Phyllodactylidae.

## Répartition
Cette espèce est endémique de l'île Wolf aux îles Galápagos.

## Étymologie
Cette espèce est nommée en l'honneur de Charles Henry Gilbert.

## Publication originale
- Heller, 1903 : Papers from the Hopkins Stanford Galapagos Expedition, 1898-1899. XIV. Reptiles. Proceedings of the Washington Academy of Sciences, vol. 14, p. 39-98 (texte intégral).